# Lombard Street (San Francisco)
Lombard Street è una via che percorre la città di San Francisco in California. La strada è famosa per il celebre tratto di Russian Hill composto da ripidi tornanti.

## Descrizione
Lombard Street inizia al "Presidio Boulevard" all'interno del parco Presidio e corre verso est attraverso Cow Hollow. Per dodici vie nel tratto tra Broderick Street e Van Ness Avenue la via diventa una strada di raccordo principale perché fa parte della U.S. Route 101. La via poi continua attraverso la "Russian Hill" e ai piedi della "Telegraph Hill", dove comincia il "Telegraph Hill Boulevard" che conduce al Pioneer Park e alla Coit Tower, la via viene interrotta. La strada riparte da "Montgomery Street" e termina definitivamente al "The Embarcadero".
Il tratto più celebre della via è sulla Russian Hill, tra "Hyde Street" e "Leavenworth Street" dove la carreggiata ha otto ripidi tornanti che hanno regalato alla via il riconoscimento di "strada più tortuosa del mondo". Questo tratto è stato istituito nel 1922, ed è nato per la necessità di ridurre la pendenza di 27° (51%) della collina; è lungo 400 m su una pavimentazione di mattoni rossi, ed è riservato solo per il transito delle vetture in discesa. Il limite di velocità consentito in questo tratto è di 8 km/h (5 mph). Questo limite è stato superato nelle scene d'inseguimento con auto di vari film polizieschi americani di cui questa famosa strada è stata il set.

## Galleria d'immagini

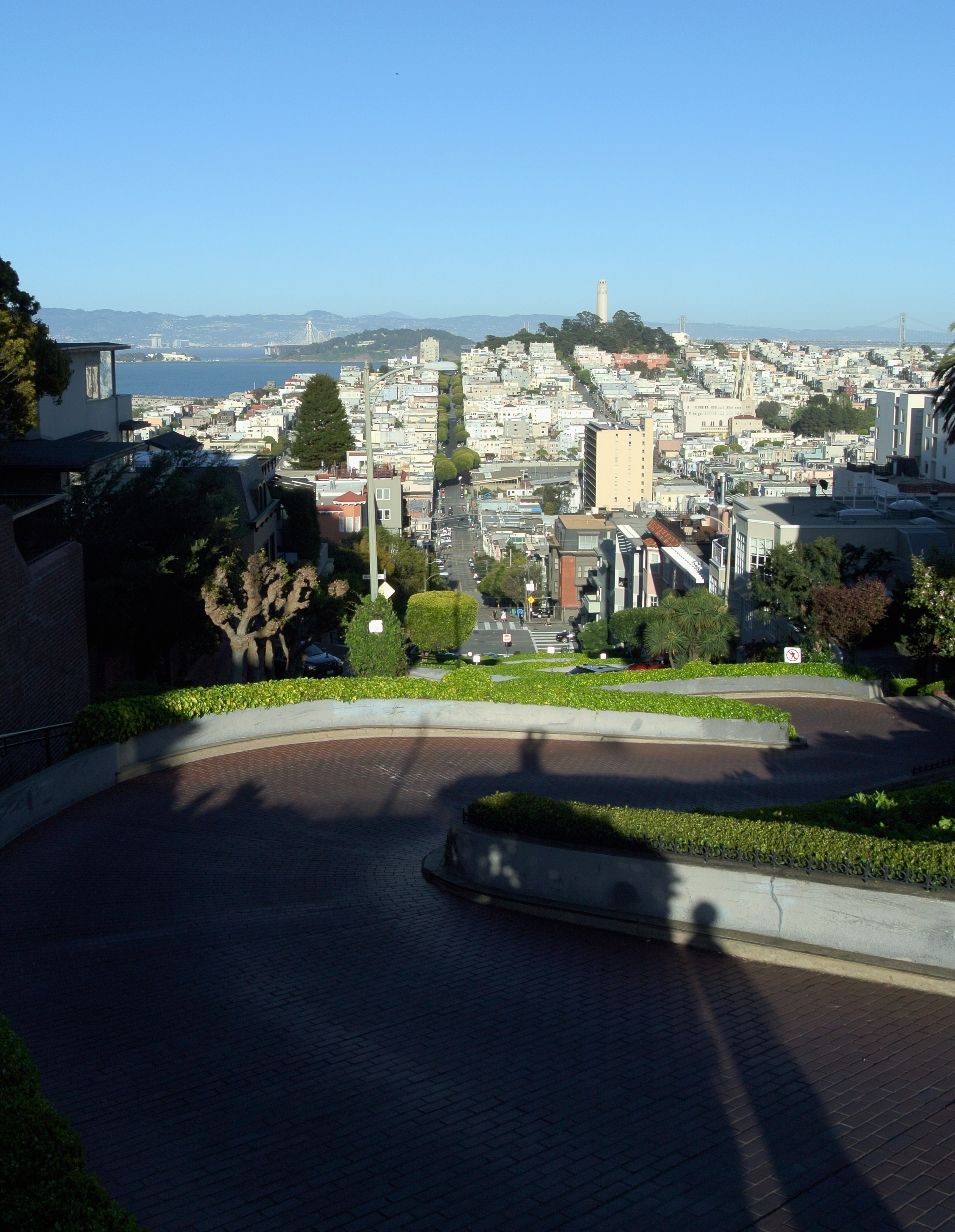
Lombard Street, Telegraph Hill e Coit Tower in fondo
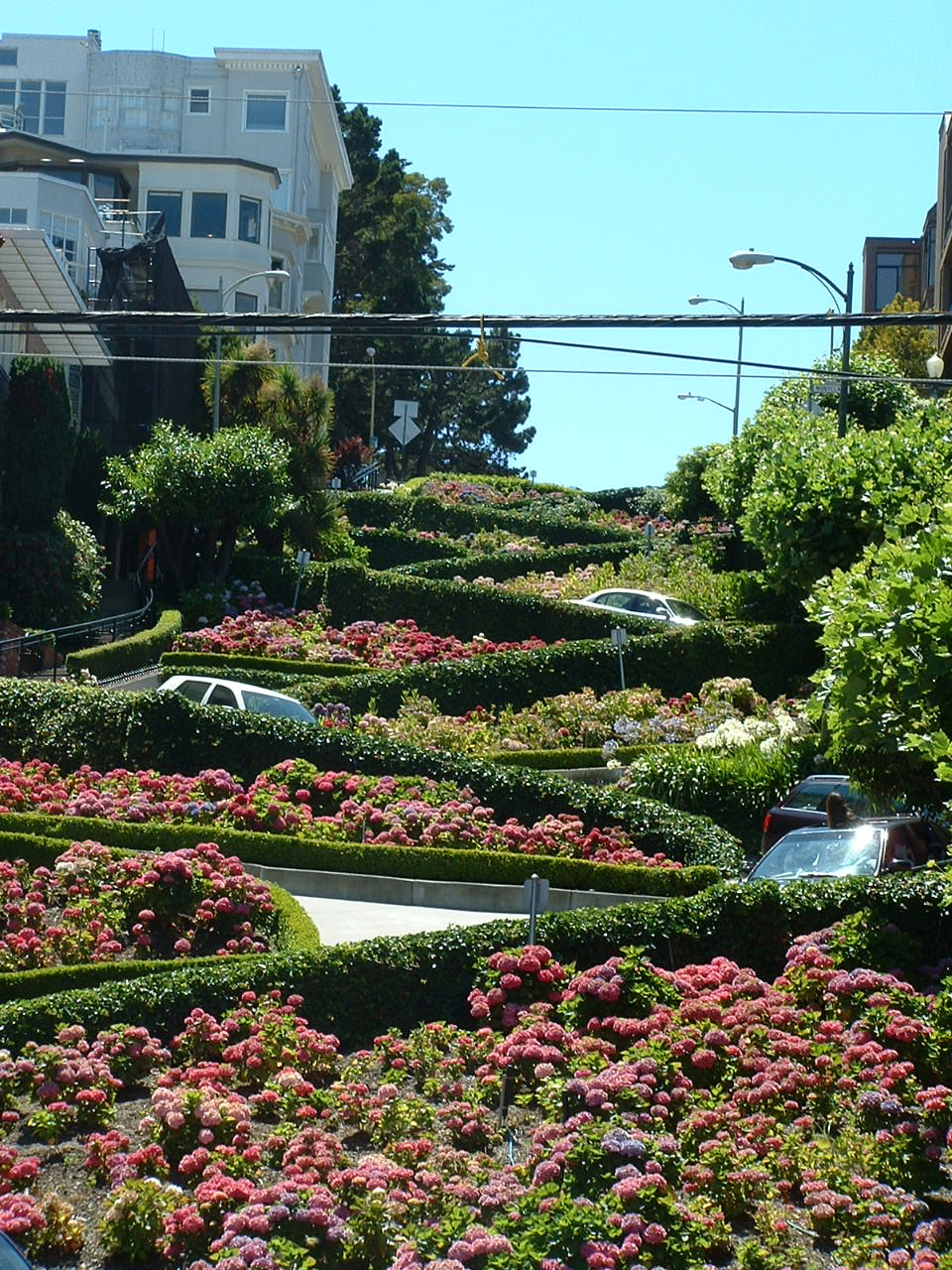
Le curve di Lombard Street
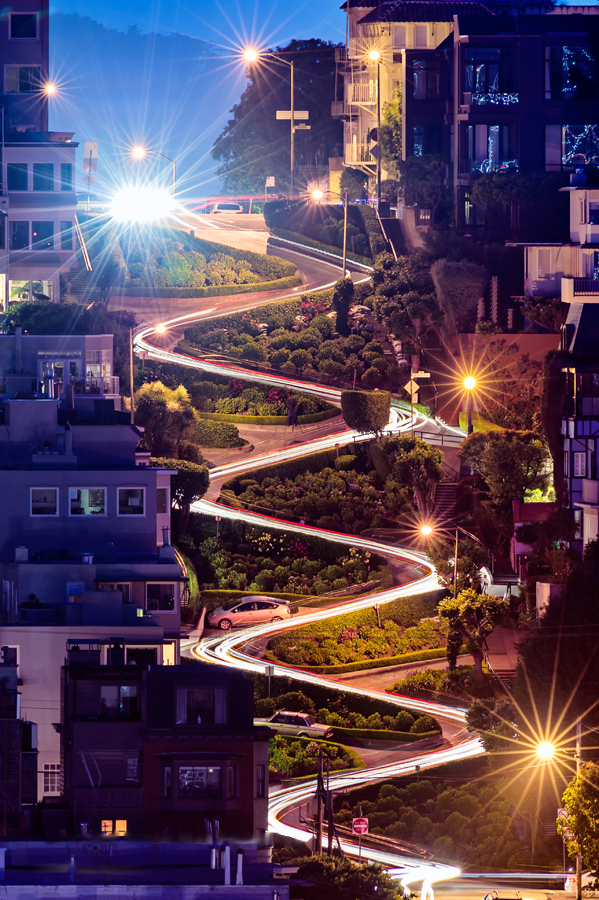
Lombard Street di notte
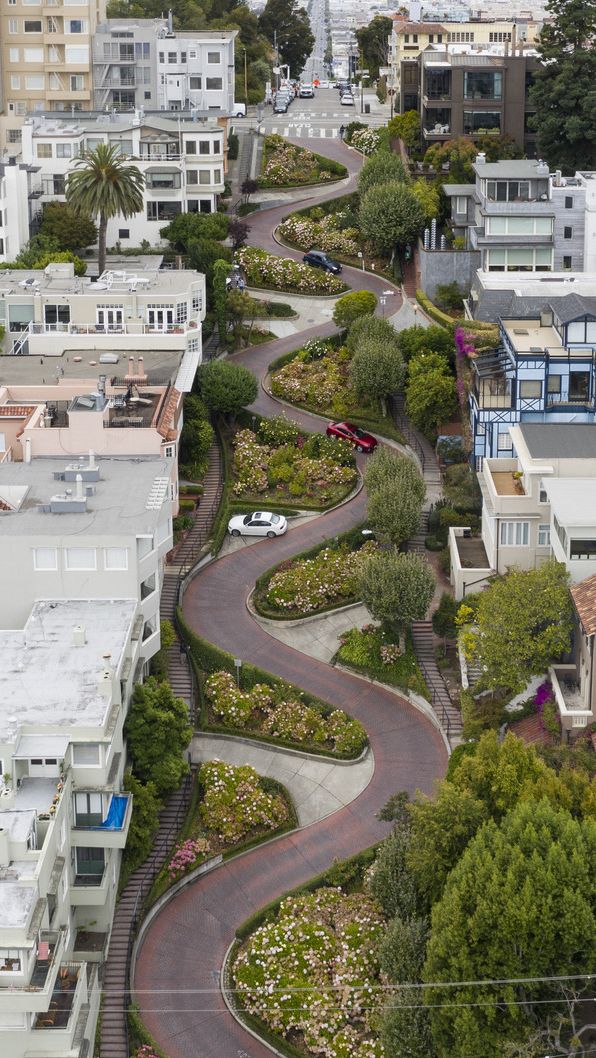
Lombard Street nel 2020
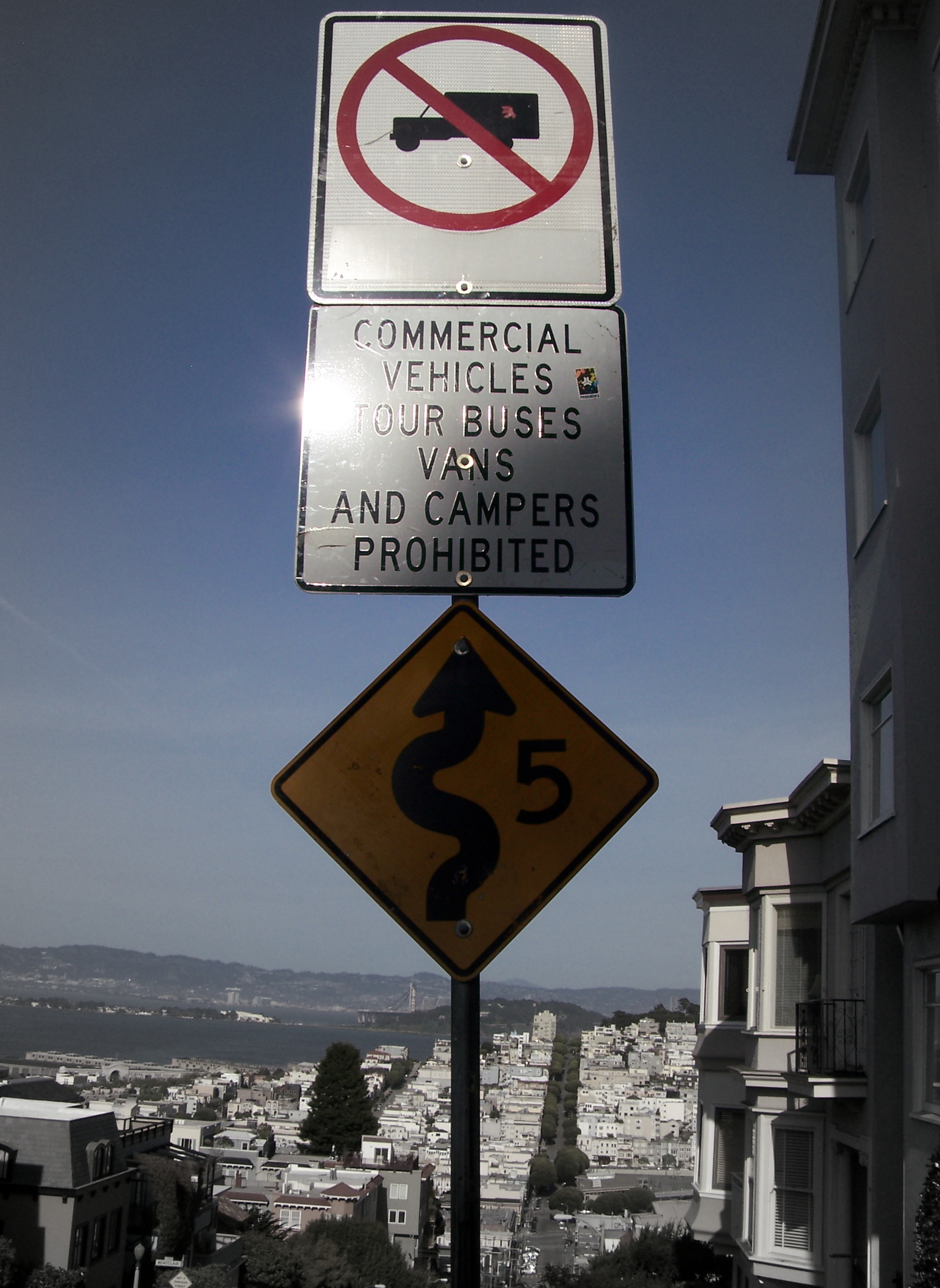
Cartello a Lombard Street